# Mezz

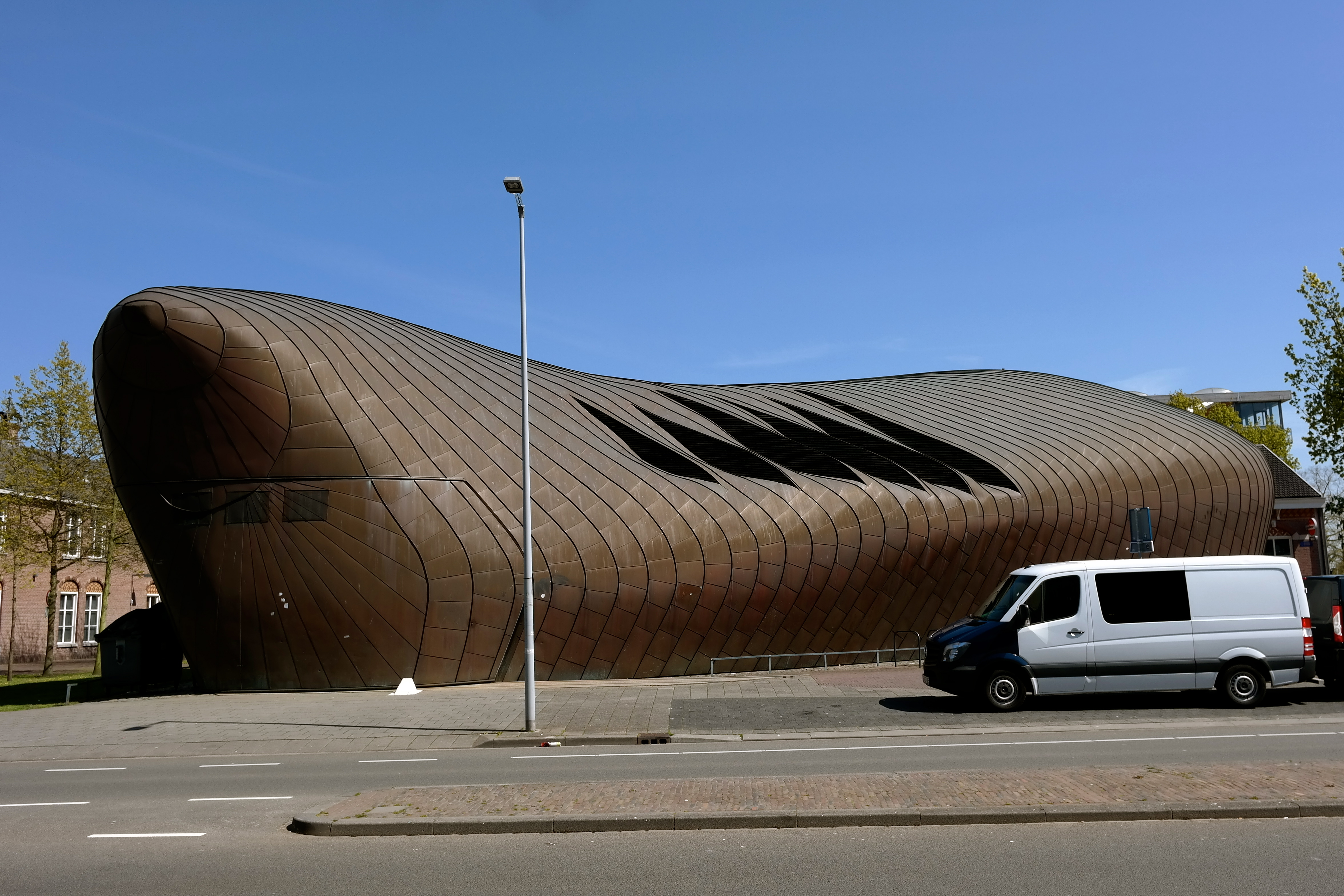
Mezz in 2016

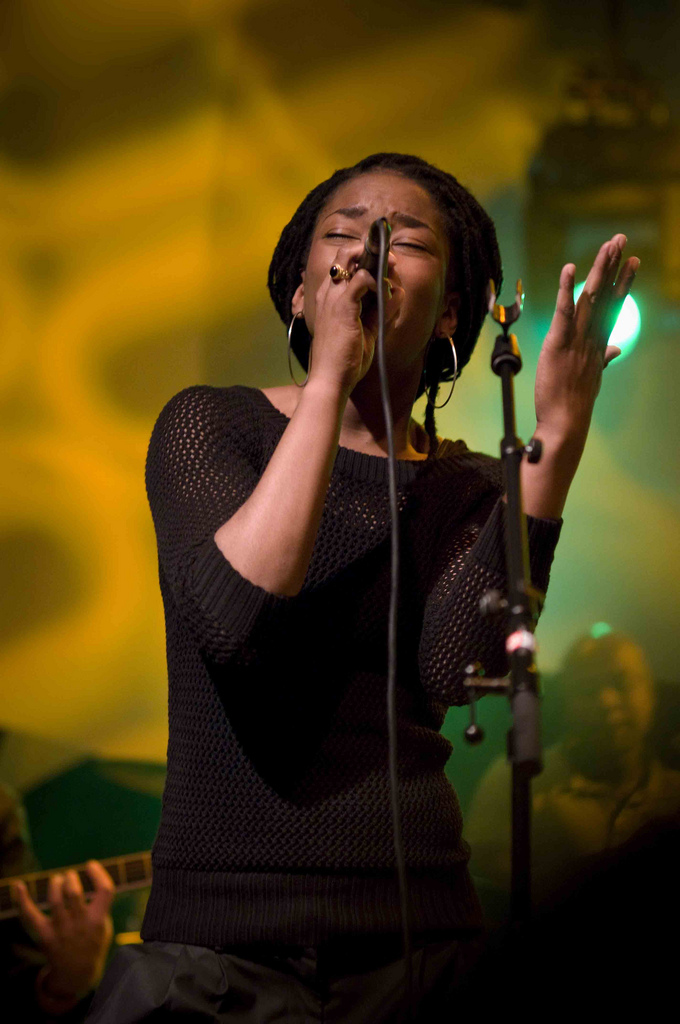
Een optreden van Sabrina Starke in Mezz in 2009

Mezz is een poppodium en staat achter de woonwijk Chassé Park en het Chassé theater in Breda Centrum in de binnenstad van Breda. In de volksmond wordt het gebouw ook wel 'de (koperen) pinda' genoemd.
Mezz beschikt over een zaal die plaats biedt aan 650 toeschouwers. Het heeft ook een podium voor een kleiner publiek en er is de aangrenzende Kleine zaal. Daar kunnen zo’n 100 bezoekers terecht. Mezz presenteert jaarlijks zo’n tweehonderdvijftig optredens in alle denkbare stijlen popmuziek.
De nieuwbouwzaal is ontworpen door Erick van Egeraat associated architects. Tevens zit Mezz in het aangrenzende monumentale officiersmess van de vroegere Chassékazerne nu is daar het Breda's Museum in gevestigd. Het gebouw heeft een speciale moderne ronde vormgeving. Voor het gebouw staat een modern kunstwerk.
Poppodium Mezz is de opvolger van het voormalige poppodium Para in Breda.